# Tetrastigma thorsborneorum
Tetrastigma thorsborneorum är en vinväxtart som beskrevs av B.R. Jackes. Tetrastigma thorsborneorum ingår i släktet Tetrastigma och familjen vinväxter. Inga underarter finns listade i Catalogue of Life.